# Sam Pollock Trophy
Il Sam Pollock Trophy è un premio annuale della American Hockey League che viene assegnato alla squadra con il record migliore della Central Division. In precedenza il premio è stato assegnato alle squadre vincitrici della Canadian Division, della Atlantic Division e della North Division.
Il trofeo è intitolato a Sam Pollock, ex general manager dei Montreal Canadiens.

## Vincitori
| Vittorie | Squadra                |
| -------- | ---------------------- |
| 4        | Toronto Marlies        |
| 4        | Hamilton Bulldogs      |
| 2        | Manitoba Moose         |
| 2        | Quebec Citadelles      |
| 2        | Saint John Flames      |
| 1        | Milwaukee Admirals     |
| 1        | Utica Comets           |
| 1        | G. Rapids Griffins     |
| 1        | Rochester Americans    |
| 1        | L. Lock Monsters       |
| 1        | St. John's Maple Leafs |
| 1        | PEI Senators           |

### Campioni della Atlantic Division (1996)
| Stagione | Squadra      | Titolo |
| -------- | ------------ | ------ |
| 1995-96  | PEI Senators | 1      |

### Campioni della Canadian Division (1997)
| Stagione | Squadra                | Titolo |
| -------- | ---------------------- | ------ |
| 1996-97  | St. John's Maple Leafs | 1      |

### Campioni della Atlantic Division (1998-2000)
| Stagione  | Squadra           | Titolo |
| --------- | ----------------- | ------ |
| 1997-98   | Saint John Flames | 1      |
| 1998-99   | L. Lock Monsters  | 1      |
| 1999-2000 | Quebec Citadelles | 1      |

### Campioni della Canadian Division (2001-2003)
| Stagione | Squadra           | Titolo |
| -------- | ----------------- | ------ |
| 2000-01  | Saint John Flames | 2      |
| 2001-02  | Quebec Citadelles | 2      |
| 2002-03  | Hamilton Bulldogs | 1      |

### Campioni della North Division (2004-2015)
| Stagione | Squadra             | Titolo |
| -------- | ------------------- | ------ |
| 2003-04  | Hamilton Bulldogs   | 2      |
| 2004-05  | Rochester Americans | 1      |
| 2005-06  | G. Rapids Griffins  | 1      |
| 2006-07  | Manitoba Moose      | 1      |
| 2007-08  | Toronto Marlies     | 1      |
| 2008-09  | Manitoba Moose      | 2      |
| 2009-10  | Hamilton Bulldogs   | 3      |
| 2010-11  | Hamilton Bulldogs   | 4      |
| 2011-12  | Toronto Marlies     | 2      |
| 2012-13  | Toronto Marlies     | 3      |
| 2013-14  | Toronto Marlies     | 4      |
| 2014-15  | Utica Comets        | 1      |

### Campioni della Central Division (2016-)
| Stagione | Squadra            | Titolo |
| -------- | ------------------ | ------ |
| 2015-16  | Milwaukee Admirals | 1      |